# Großsteingrab Gandløse Orne 2
Das Großsteingrab Gandløse Orne 2 war eine megalithische Grabanlage der jungsteinzeitlichen Nordgruppe der Trichterbecherkultur im Kirchspiel Ganløse in der dänischen Kommune Egedal. Es wurde im 19. oder frühen 20. Jahrhundert zerstört.

## Lage
Das Grab lag nordöstlich von Ganløse im Mittelteil des Waldgebiets Ganløse Ore. In der näheren Umgebung gibt bzw. gab es zahlreiche weitere megalithische Grabanlagen.

## Forschungsgeschichte
Im Jahr 1875 führten Mitarbeiter des Dänischen Nationalmuseums eine Dokumentation der Fundstelle durch. Bei einer weiteren Dokumentation im Jahr 1942 waren keine baulichen Überreste mehr auszumachen.

## Beschreibung
Die Anlage besaß eine Hügelschüttung unbekannter Form und Größe. Sie war 1875 bereits stark zerstört. Der Hügel bestand aus Erde, Steinen und Feuerstein-Grus. Auf dem Hügel und um ihn herum lagen mehrere große Steine, bei denen nicht mehr sicher zwischen Steinen der Umfassung und der Grabkammer unterschieden werden konnte. Nur drei Steine am Westende des Hügels ließen sich als Reste der Kammer identifizieren. Es handelte sich um einen Abschlussstein und einen angrenzenden Wandstein sowie einen daneben liegenden Deckstein. Letzterer hatte eine Länge von 1,9 m. Zur Orientierung und den Maßen der Kammer liegen keine Angaben vor. Der genaue Typ lässt sich nicht mehr bestimmen.